# Ataner

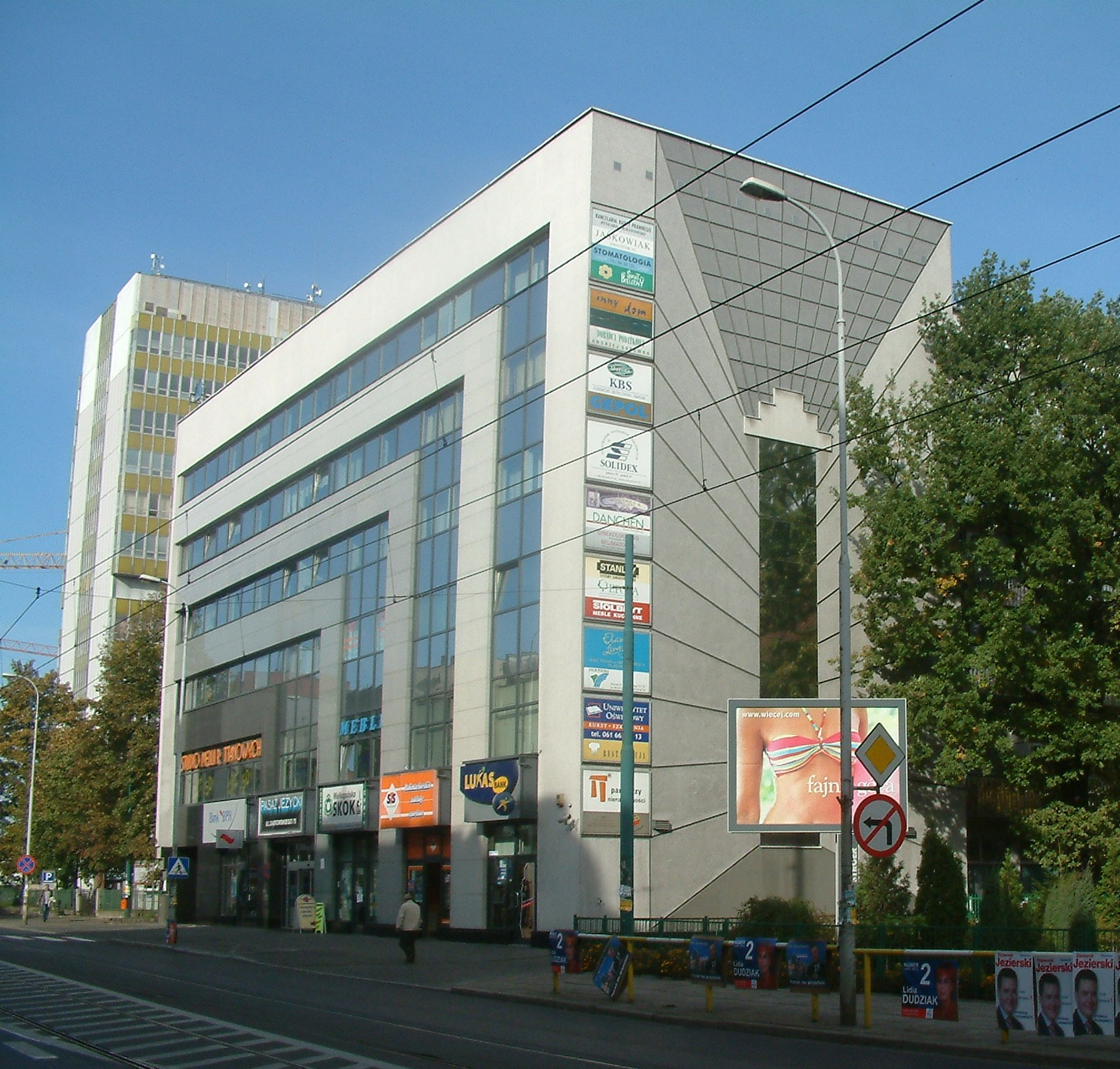
Pasaż Jeżycki

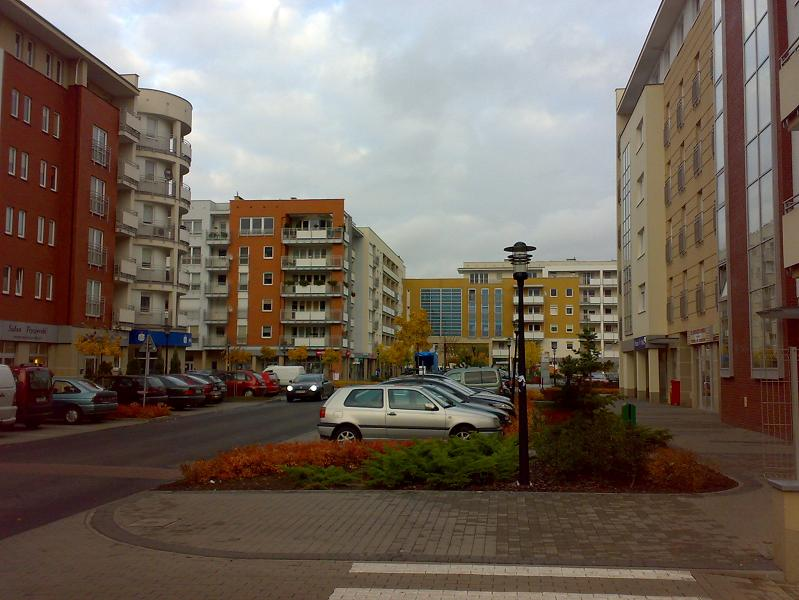
Budynki na Osiedlu Polanka w Poznaniu

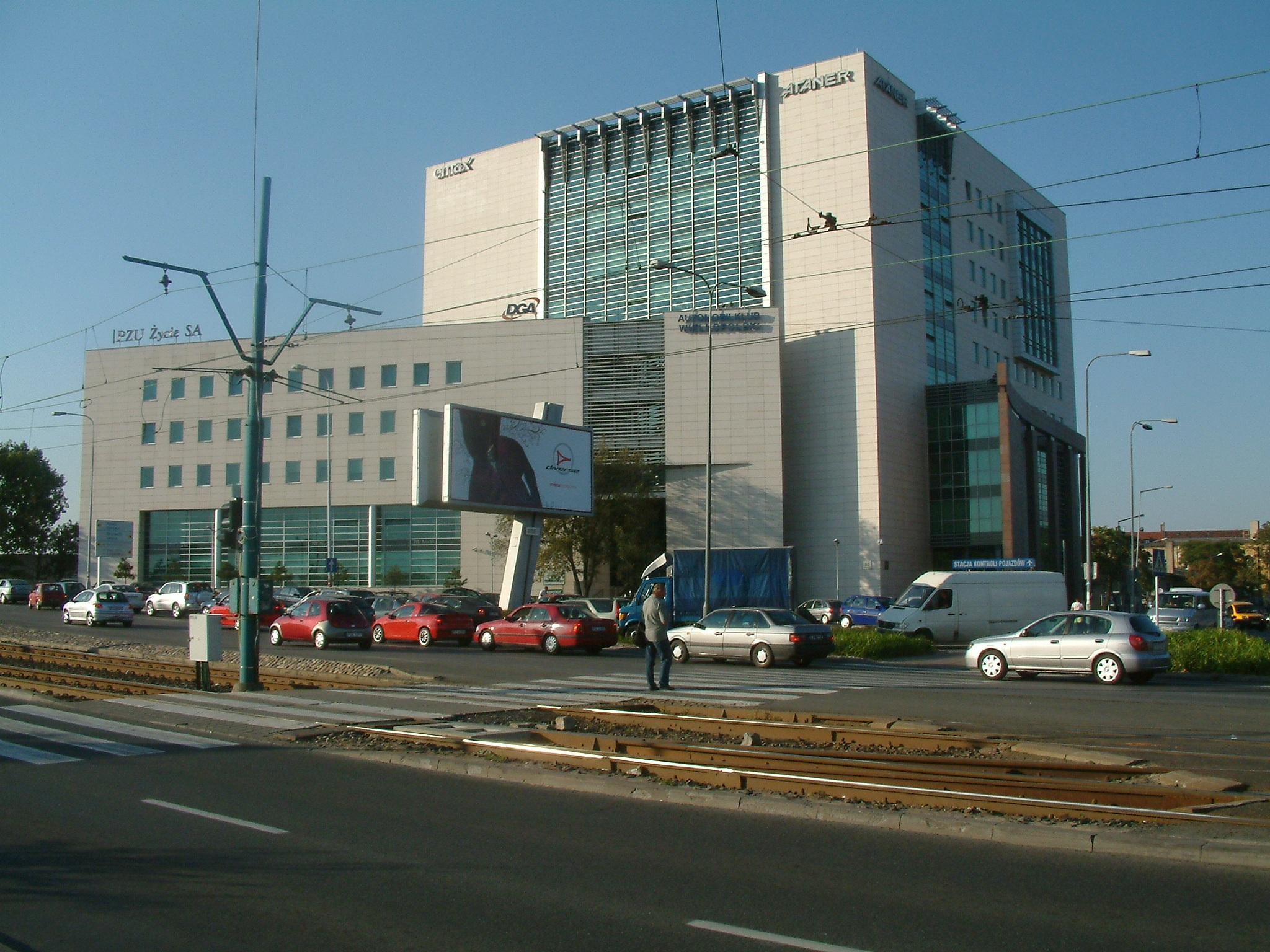
Siedziba firmy przy ul. Towarowej w Poznaniu (budynek "DELTA")

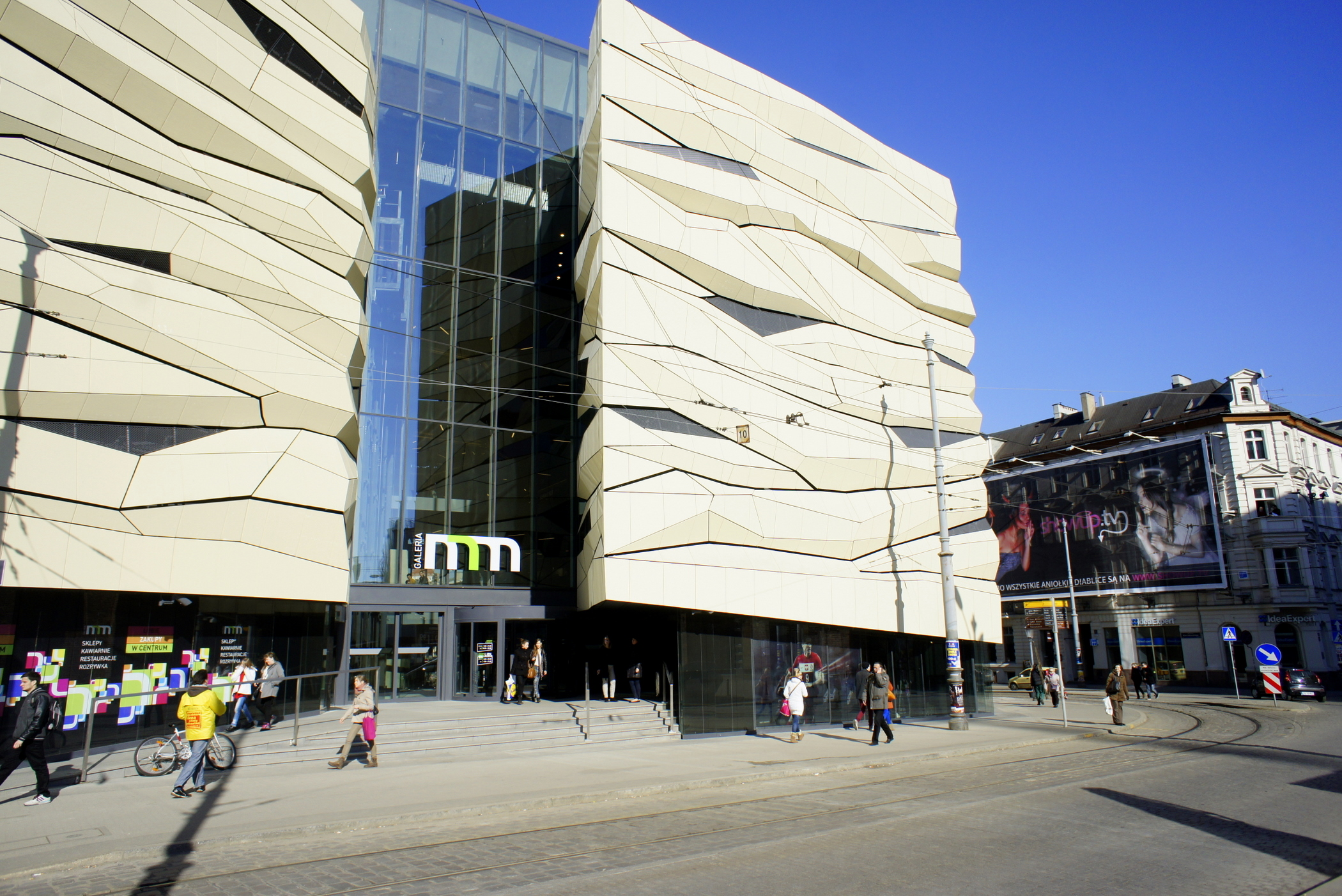
Galeria Handlowa MM – wejście od ul. Święty Marcin

Ataner Sp. z o.o. – polskie przedsiębiorstwo deweloperskie założone w 1991 z siedzibą w Poznaniu. Firma wybudowała ponad 7 000 mieszkań i ok. 100 000 m² powierzchni biurowych i handlowych.
Budynki dewelopera często posiadają charakterystyczny neon z napisem ATANER i rokiem budowy.
Niektóre osiedla Atanera posiadają centrum rekreacyjne w postaci pływalni bądź kręgielni, kortów tenisowych oraz boisk do koszykówki i piłki nożnej.

## Projekty zrealizowane
Biurowce i pasaże handlowe
- Delta przy ul. Towarowej 35
- Omega przy ul. Dąbrowskiego 79
- Pasaż Jeżycki przy ul. Dąbrowskiego 75
- Pasaż Handlowy przy ul. Półwiejskiej 17
- Galeria MM na narożniku ulicy Święty Marcin i Alei Marcinkowskiego

Budynki i domy mieszkalne
Poznań:
- os.Stefana Batorego,
- Pasaż Jeżycki ul. Dąbrowskiego,
- ul. Garbary 71,
- ul. Jeżycka 13-23, ul. Jeżycka 27-31,
- ul. Karpia-Sielawy,
- ul. Katowicka 23-93,
- ul. Kochanowskiego,
- ul. Marcelińska/Wałbrzyska,
- ul. Międzychodzka-Brzask,
- ul. Mylna 21-27, ul. Mylna 29,
- rejon ulic Naramowicka-Sielawy,
- Ogrodowa 17;
- ul. Piekary 16,
- ul. Poznańska 34-36 i 40,
- budynek mieszkalno-biurowo-usługowy przy ul. Półwiejskiej 17,
- zbieg ulic Sokoła-Urbanowska-Źródlana,
- ul. Rejtana 9,
- ul. Sczanieckiej 8,
- Batman ul. Słowiańska-Starowiejska 8,
- ul. Świebodzińska-Bełchatowska,
- ul. Towarowa 41,
- budynek mieszkalno-usługowy przy ul. Zwierzynieckiej 24.

## Projekty w realizacji
W realizacji jest budynek mieszkalno-usługowy przy ul. Brzask.